# Asturien-Rundfahrt 2010
Die 54. Asturien-Rundfahrt fand vom 28. April bis 2. Mai 2010 statt. Das Radrennen wurde in vier Etappen und zwei Halbetappen über eine Distanz von 769 Kilometern ausgetragen. Es war Teil der UCI Europe Tour 2010 und in die Kategorie 2.1 eingestuft.

## Etappen
| Etappe     | Tag       | Start – Ziel                            | km    | Etappensieger       | Führender           |
| ---------- | --------- | --------------------------------------- | ----- | ------------------- | ------------------- |
| 1. Etappe  | 28. April | Oviedo – Llanes                         | 156,3 | Pablo Urtasun       | Pablo Urtasun       |
| 2. Etappe  | 29. April | Llanes – Gijón                          | 142,5 | Ángel Vicioso       | Ángel Vicioso       |
| 3a. Etappe | 30. April | Gijón – Avilés                          | 88,3  | Joaquín Sobrino     | Ángel Vicioso       |
| 3b. Etappe | 30. April | Piedras Blancas – Piedras Blancas (EZF) | 14,2  | Beñat Intxausti     | Beñat Intxausti     |
| 4. Etappe  | 1. Mai    | Cafés Toscaf – Alto del Acebo           | 168,8 | Fabio Duarte        | Fabio Duarte        |
| 5. Etappe  | 2. Mai    | Fuentes Del Narcea – Oviedo             | 198,8 | Constantino Zaballa | Constantino Zaballa |